# The Spinners (groupe anglais)
Pour les articles homonymes, voir The Spinners.
The Spinners est un groupe de musique folk de Liverpool, formé en septembre 1958. C’était une formation multi-ethnique, rareté à l'époque.
Quatre de leurs albums se sont classés dans le hit-parade anglais entre septembre 1970 et avril 1972. L'un d'eux : Spinners Live Performance (1971), se maintint trois mois et se classa jusqu'à la 14e place.

## Carrière
Ils commencèrent comme groupe de skiffle avec un répertoire essentiellement américain, jusqu'à ce qu'un marin américain, Redd Sullivan, leur suggère d'inclure des chants de marin et des chants traditionnels. Ils prirent alors le nom de Gin Mill Skiffle Group, et s'associèrent le guitariste Tony Davis et le percussionniste Mick Groves. Le groupe se produisit la première fois le vendredi 18 janvier 1957 au Cavern Club de Liverpool, aux côtés du Muskrat Jazz Band et du Liverpool University Jazz Band. Au mois de septembre 1958, ils prenaient le nom de The Spinners. Ils créèrent un club de folk, le 'Triton Club', mais bientôt partirent pour Londres, où ils se produisaient au Troubadour, l'une des boîtes les plus en vue du moment. Leur premier album, Songs Spun in Liverpool, fut enregistré par Bill Leader à partir d'enregistrements en public. En 1962, Peter Kennedy, de l’English Folk Dance & Song Society, enregistra avec eux un album : Quayside Songs Old & New. Ils obtinrent en 1963 un contrat chez Philips, avec qui ils allaient publier huit albums en quelques années (au rythme d'à peu près un par an).
Au début des années 1970, ils changèrent de producteur et travaillèrent avec EMI Records. Ils sont devenus célèbres par leur interprétation d'airs traditionnels connus et par des chansons nouvelles qui, bien qu'évoquant la musique folk anglaise, étaient bel et bien composées par Jones : The Ellan Vannin Tragedy, Marco Polo, etc. L'un de leurs principaux succès fut My Liverpool Home, de Peter McGovern (1962). Cliff Hall a incorporé par la suite des chansons jamaïcaines à leur répertoire (album Not Quite Folk). Ils ont enregistré plus de quarante albums, et eurent même une émission de télé à eux seuls sur BBC One de 1970 à 1977. They also had their own show on BBC Radio 2. Le groupe s'est séparé en 1988, après 30 ans de musique, et n'a plus reparu qu'exceptionnellement, pour certaines manifestations. Mick et Hughie continuaient de jouer de la musique jusqu'au départ de Cliff en Australie où il est mort en 2008 ; Tony est mort en 2017.
Leur interprétation du Dirty Old Town d'Ewan MacColl se retrouve sur l'anthologie de Terence Davies Of Time and the City (2008). Pour le 25e anniversaire du groupe, le journaliste David Stuckey a composé leur biographie, intitulée Fried Bread and Brandy-O et préfacée de Pete Seeger avec une introduction de Deryck Guyler).